# Relation migratoire entre la France et la Géorgie
La relation migratoire entre la France et la Géorgie s’est établie au XIXe siècle lorsque des aristocrates et des révolutionnaires géorgiens sont venus chercher les lumières françaises : elle s’est densifiée à partir de 1921 après que les armées de la Russie soviétique aient envahi le territoire géorgien. En sens inverse, si des voyageurs français ont parcouru le Caucase aux XVIIIe et XIXe siècles, ce n’est qu’après le rétablissement de l’indépendance de la Géorgie en 1991 qu’un contingent significatif de citoyens français s’est installé dans ce pays.

## Géorgiens de France

### Historique

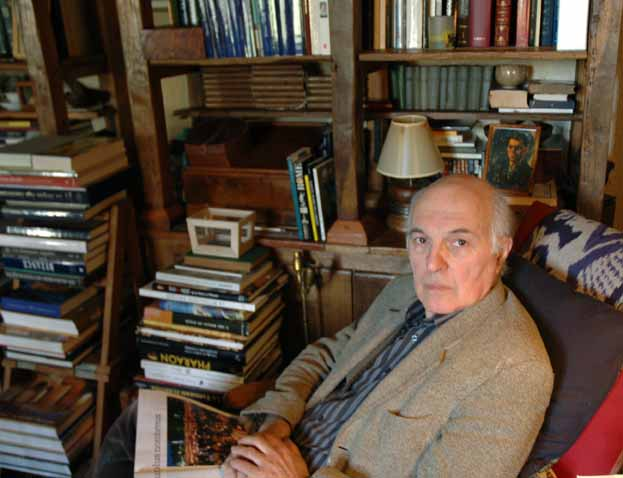
Goudji, orfèvre géorgien, en France depuis 1974

Hors les missions d’ambassades ponctuelles entre le Royaume de Géorgie et le Royaume de France, initiées au XIIe siècle, et les séjours de jeunes aristocrates et de révolutionnaires opposés à l’Empire russe au XIXe siècle et au début du XXe siècle, peu de ressortissants d’origine géorgienne ont séjourné durablement sur le territoire français avant 1921,,.
Selon la Préfecture de police de Paris, à la fin des années 1920 — après l’invasion du territoire géorgien par l’Armée rouge en février 1921 et après l’insurrection nationale géorgienne d’août 1924 qui avaient provoqué deux vagues d’émigration — 1 200 immigrés politiques géorgiens sont réfugiés en France (dont 700 en région parisienne, et 500 sur les différents lieux de travail proposés comme Sochaux pour Peugeot). Selon les archives de l’Office des réfugiés géorgiens en France (1933-1952), 3 313 dossiers d’immigrés politiques géorgiens sont identifiés, essentiellement constitués avant la Seconde Guerre mondiale, avec un certain nombre de doublons et d’enregistrement à l’Office des réfugiés russes (en particulier pour les aristocrates géorgiens russifiés, et souvent établis à Petrograd avant les révolutions de 1917). Selon l’OFPRA, la communauté géorgienne en France compte 719 personnes en 1955, 1 066 en 1960 et 287 en 1971, fluctuations dues d’une part aux décès des générations les plus anciennes et à la naturalisation française des générations les plus jeunes, d’autre part à l’arrivée d'anciens soldats de l’Armée rouge, faits prisonniers par l’Allemagne, versés dans l’Organisation Todt comme travailleurs civils ou dans la Ostlegionen comme soldats, et restés en France malgré l’obligation de retour en URSS. Avant et après la perestroïka, un nombre marginal de dissidents géorgiens — ainsi que de juifs géorgiens — parvient à quitter le territoire soviétique et à se réfugier en France. Le retour à l’indépendance en 1991, la guerre civile à Tbilissi et dans les régions, et l’ouverture des frontières conduisent au départ d’un million de personnes vivant sur le territoire géorgien : elles appartiennent essentiellement aux minorités ethniques ou religieuses. Néanmoins la violence des affrontements pour la conservation ou l’acquisition du pouvoir provoque une nouvelle émigration politique, dont une petite partie s’installe en France.

### XXIesiècleet immigration économique
À partir des années 2000 une émigration économique prend naissance en Géorgie vers les États européens, mais aussi vers l’Amérique et l’Australie : la baisse de population est significative sur le territoire national (3,7 millions d’habitants lors du recensement de 2014, soit une baisse de 700 000 par rapport aux prévisions). Le Consulat de Géorgie en France estime à 10 000 le nombre de Géorgiens installés légalement en 2013 et à 12 000 en 2016. Si la région parisienne reste la principale région d’accueil, des communautés géorgiennes se sont formées autour d’Albi, de Caen, de Rennes et de Strasbourg par exemple. Depuis le 9 octobre 2015 l'Office français de protection des réfugiés et apatrides considère que les citoyens géorgiens proviennent d'un pays d'origine sûr : les demandes d'asile sont traitées plus rapidement et le nombre d'acceptation est en diminution. Une antenne de l'Office français de l'immigration et de l'intégration est mise en place à Tbilissi afin d'accompagner les retours volontaires : 70 cas sont recensés en 2017.

### XXIesiècleet immigration illégale
L'immigration économique clandestine constitue un volet non quantifiable par nature, d'autant plus que l'espace Schengen permet des mouvements migratoires échappant pour l'essentiel aux États membres. Par ailleurs la présence de filières géorgiennes de crime organisé — œuvrant principalement dans le cambriolage — en Europe occidentale n'épargne pas le territoire français : la Gendarmerie et la Police nationale effectuent régulièrement des démantèlement de réseau,. Depuis plusieurs années les autorités françaises et géorgiennes concernées coopèrent et échangent opérationnellement afin de lutter contre le crime organisé.

## Français de Géorgie
Les Français de Géorgie étaient 326 fin 2015, 376 fin 2016, 405 fin 2017 et 440 le 17 avril 2019. Le principal contingent est constitué de membres — et de leur famille le cas échéant — d'institutions françaises (Ambassade de France, Institut français, Office français de l'immigration et de l'intégration... ) et d'organismes associés (École française du Caucase). Il comprend également des membres de délégations et missions internationales (Nations unies, Union européenne,..), ainsi que des membres d'associations caritatives et religieuses (Sœurs catholiques Sainte-Nino d'Akhaltsikhé par exemple). Un certain nombre de cadres d'entreprises françaises disposant de filiales sur le territoire géorgien et un certain nombre d'entrepreneurs privés — dont une poignée est présente depuis plus de vingt ans et une autre s'intéresse à la viticulture traditionnelle géorgienne — le complètent.